# Harpactea cressa
Harpactea cressa är en spindelart som beskrevs av Brignoli 1984. Harpactea cressa ingår i släktet Harpactea och familjen ringögonspindlar. Inga underarter finns listade i Catalogue of Life.